# Астронавтите
„Астронавтите“ (на английски: The Astronauts) е американски екшън-приключенски сериал, който се излъчва по Nickelodeon от 13 ноември 2020 г. до 15 януари 2021 г. В сериала участват Мия Кех, Брайс Гейзър, Кийт Уилямс, Кейдън Грейс Суон и Бен Даон, а Пейдж Хауърд е гласът на Матилда.

## Актьорски състав
- Мия Кех – Саманта Сойер-Уей,[2] командир на екипа на Odyssey II, и дъщеря на Ребека Сойер и Моли Уей.
- Брайс Гейзър – Елиът Комбс,[2] синът на Грифин Комбс и племенник на Сингър Комбс.
- Кийт Л. Уилямс – Мартин Тейлър,[2] синът на Найлс Тейлър и брат на Дория Тейлър.
- Кейдън Грейс Суон – Дория Тейлър,[2] дъщерята на Найлс Тейлър и сестра на Мартин Тейлър.
- Бен Даон – Уил Ривърс,[2] синът на Кони Ривърс
- Пейдж Хауърд – гласът на Матилда,[2] програма на Odyssey II.

## В България
В България сериалът е достъпен в стрийминг платформата SkyShowtime.

### Нахсинхронен дублаж
| Роля    | Изпълнител          |
| ------- | ------------------- |
| Дориа   | Александрина Бачева |
| Матилда | Ангелина Русева     |
| Сингър  | Димитър Тодоров     |
| Ребека  | Елена Грозданова    |
| Саманта | Елена Траянова      |
| Грифин  | Георги Стоянов      |
| Найлс   | Константин Лунгов   |
| Мартин  | Любомир Димитров    |
| Кони    | Надежда Панайотова  |
| Линд    | Нина Гавазова       |
| Уил     | Петър Каменов       |
| Елиът   | Веселин Симеонов    |
| Ребека  | Йорданка Илова      |

| Обработка           | студио „Про Филмс“ |
| ------------------- | ------------------ |
| Режисьор на дублажа | Ангелина Русева    |